# Måskonåiveglaciären

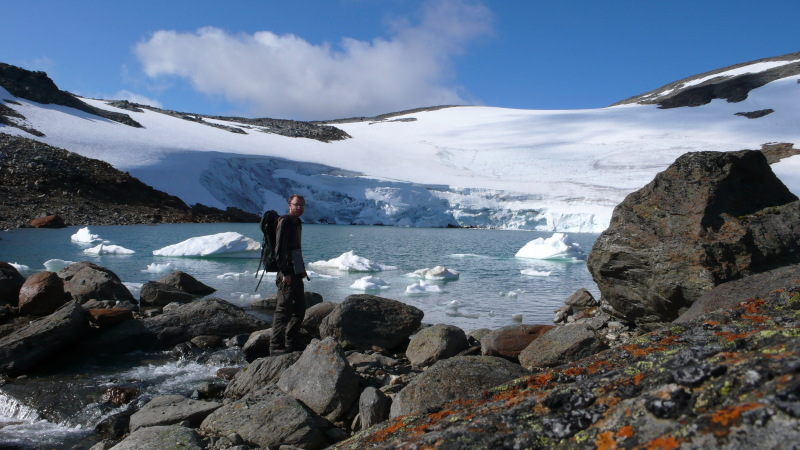
Vy från östra sjöändan med glaciärens isbräcka i fonden

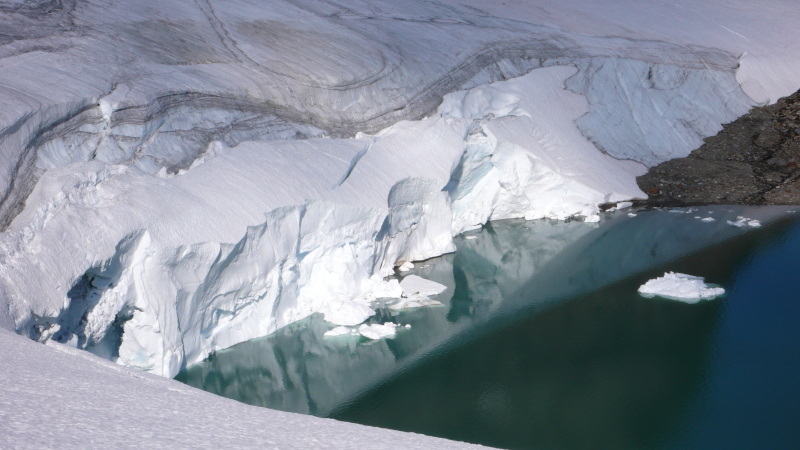
Den drygt 15 meter höga isbräckan, som kalvar direkt i glaciärsjön

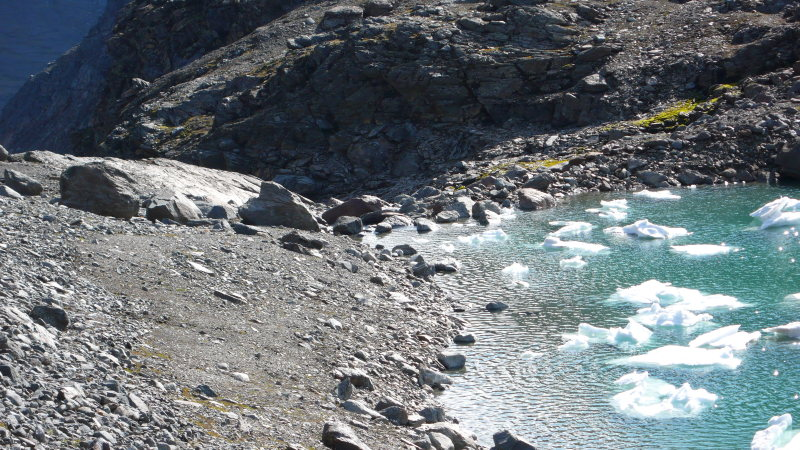
Vid glaciärsjöns utlopp och bäcken som kastar sig utför branterna

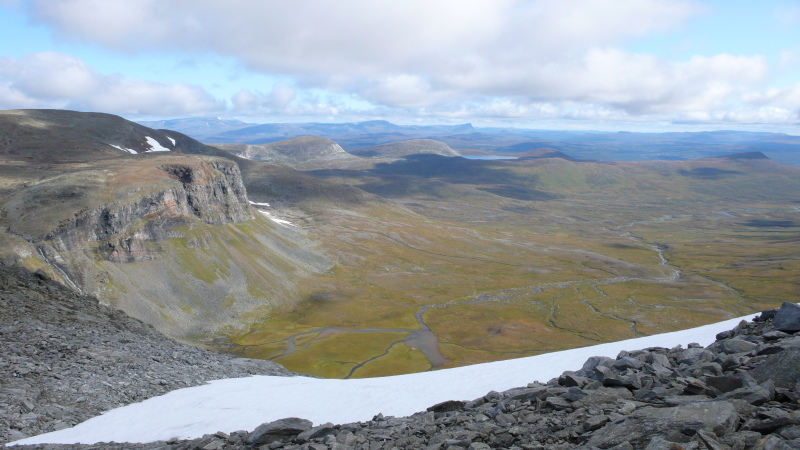
Dalgången Måskoesvaajja ligger nedanför tröskeln till Måskonåiveglaciären

Måskonåiveglaciären ingår i Norra Storfjället, som är ett högalpint område i Vindelfjällens naturreservat, beläget i det nordligaste hörnet av Västerbottens län i Lappland. Här finns också länets högsta punkt, den väl markerade Norra Sytertoppen, 1 767 m ö.h. Knappt 4 km norr om det centrala massivet ligger Måskonåiveglaciären i en dalgång, omgiven av höga och branta fjällsidor. Isen täcker en yta av 0,7 km² och bildar en sammanhållen enhet i ett för övrigt kargt och stenigt landskap.
Måskonåive tillhör en typ av glaciärer, med väl utvecklad isbräcka. Fronten är på sina ställen drygt 15 meter hög och det finns bara ett fåtal glaciärer av den sorten i den svenska fjällvärlden. I isbräckan ligger mörka och ljusa partier inlagrade i ordningsföljd, som visar hur gångna somrar och vintrar satt spår i ismassan.  Måskonåives geologiska inslag är av intresse för den glaciologiska forskningen. Trots att glaciären räknas till en av landets minsta, överträffas den bara av den största när det gäller isbräckan, nämligen Salajekna i Sulitelma, vilken ingår i Norrbottens läns fjällvärld.
Måskonåive har en jökelport i glaciärens norra del och har ett väl utvecklat nät av sprickor och brunnar, mouliner, djupa vertikala schakt som leder smältvattnet ut i en sjö, belägen på 1 230 m ö.h. framför ismassan. Vattnet i sjön är grönfärgat av stenmjöl som bildats genom isens rörelser mot underlaget. Intill jökelporten är detta synligt i form av blankslipade berghällar, så kallade "valryggar", som underlättar för glaciären att röra sig framåt och åt sidorna. Ismassan utvidgas från en central kupol, som vilar mot platån överst på fjällsluttningen.
Måskonåive måste uppnå sin kritiska tjocklek, 18 meter, för att kunna röra sig. Lagrens tyngd överstiger då isens inre hållfasthet och det uppstår en inre rörelse när iskristallerna bildat skikt som börjat glida på varandra. Detta är ett fenomen, som är svårt att iaktta utifrån.

## Glaciär erosion
Enligt glaciologen Axel Gavelin, som besökte området 1908, hade Måskonåive- och Skraahpetjåhkeglaciären tidigt ingått i ett större komplex fram till sekelskiftet 1900. I dag återstår bara rester av denna glaciala sammankoppling i form av ett smalt snö- eller isstråk, som fortfarande är synligt. I Atlas over breer i Nord-Skandinavien (1973) av G Östrem med flera, finns en bild som visar utbredningen av den forna glaciären. För övrigt innehåller Norra Storfjället en mängd tomma glaciärnischer, som kan tolkas som att området nyligen haft gott om små glaciärer.  Nischerna är även tecken på miljontals år av bearbetning och nedbrytning av berggrunden fram till nutidens synliga former. 
Måskonåive är en glaciär, som kalvar med jämna mellanrum och lämnar ifrån sig material till omgivningen. Ibland uppstår dånande skred av splittrade isblock, som rasar ner i sjön framför isfronten. Den svallvåg som bildas, mångfaldigar vattenmängden i den jokk som leder utför stupet i en inbuktande glaciärnisch av äldre datum.  Denna övergår i dalgången Måskoesvaajja, i Norra Storfjällets branta östsida. Fallhöjden är drygt 180 meter. Under korta perioder kan glaciärbäcken bilda landets högsta vattenfall. Detta sker när glaciären kalvat och satt sjöns yta i rörelse och slungat ut större mängder vatten över tröskeln till Måskoesvaajja.  Detta skådespel har, så vitt det går att utröna, aldrig blivit fotograferat, men är möjligt att vetenskapligt notera. Även under normala förhållanden, representerar bäckfåran en eroderande kraft i omstöpningen av dalgångens naturformer.
I början av 1900-talet fanns inget sjösystem. Istället bildade glaciärfronten två istungor, varav den ena sträckte sig bort mot en 300 meter nordligare belägen sjösänka, som även den blev påverkad av istäcket. Den andra istungan vilade mot den moränvall, som idag hindrar glaciärsjön från att tömmas på sitt innehåll. Genom att sjön är så högt belägen, sker islossningen först i början av augusti.

## Ingångsportal
I Viterskalet, som utgör en startpunkt för vandringar upp till Måskonåive, har istiden satt tydliga spår i dalgångens branta och fuktdrypande fjällsidor. Här finns områden överströdda med stora stenblock, i så kallade Talus och en mängd höga moränryggar. Gruset i dessa har byggts upp av en avsnörd ismassa, som legat kvar i nischerna samtidigt som Inlandsisen försvunnit. De drygt femtio meter höga grusåsarna anses ha stort vetenskapligt värde.
Längre upp i Viterskalet, i nära anslutning till Måskonåiveglaciären, ligger också "världens ände" enligt fotografen Claes Grundsten. Dalgången är präglad av en arktisk ödslighet, som blir framträdande när växttäcke saknas.  

## Framtidsperspektiv
Måskonåiveglaciären hade sin maximala utbredning någon gång i början av 1700-talet. Men genom att den är en dalglaciär, har den inte varit lika känslig för avsmältning som sin granne, Tärnaglaciären. Denna bildar en nischglaciär på en brant sluttning av Mohtseretjåhke, 1 644 m ö.h. och har dragit sig tillbaka drygt 500 meter under 1900-talet. 
| ”                        | Den som umgås med glaciärer kommer inom kort att känna sig obetydlig! | „ |
| – Mark Twain, författare |                                                                       |   |